# Fadisa
FADISA - Fabricación de Automóviles DIésel SA était un constructeur automobile espagnol, spécialisé dans les véhicules utilitaires légers.
La société a été créée en 1956 à Madrid pour produire la fourgonnette modèle Romeo de 1954, sous licence du constructeur italien Alfa Romeo. L'usine de 28.000 m² a été construite à Avila mais le premier véhicule n'a été produit qu'en octobre 1959 à cause des restrictions et sanctions imposées à l'Espagne du dictateur Franco. La production était très faible, quatre exemplaires par jour, et Alfa Romeo, pour soutenir l'entreprise et son modèle, a décidé de fournir à Fadisa des équipements de production d'une valeur de 500 000 dollars (valeur 1960). 
NDR : à cette époque, les taxes sur les produits importés étaient très élevées, souvent supérieures à 150% du montant du produit. De plus, l'Espagne était sous embargo de l'ONU à la suite de la guerre civile de 1936.
Le modèle fabriqué était nommé Fadisa Romeo. Au début, Fadisa montait un moteur diesel à deux temps de l’Alfa Romeo Romeo elle-même. Il a été remplacé par un diesel plus classique Perkins. La gamme n’était pas très large : un moteur à essence, un autre diesel et des carrosseries de fourgon, châssis cabine et divers minibus. Par la suite, des améliorations ont été apportées au modèle Fadisa Romeo 2. Il a également été proposé de fabriquer des voitures de tourisme Alfa Romeo sous licence, mais l’idée a été rejetée comme étant une concurrence directe et inutile à la nouvelle société SEAT.
En 1967, Fadisa SA a été absorbée par le groupe espagnol nationalisé Motor Ibérica. Après quelques retouches très mineures, le Romeo 2 a été rebaptisé Ebro F100 et en 1971, Ebro F108. La production se poursuivit jusqu'en 1976 quand il a été remplacé par le Ebro Série F qui reprenait en grande partie les éléments structurels du Romeo.
Actuellement l'ex usine Fadisa d'Ávila fabrique des utilitaires sous la marque Nissan.